# Katastrofa kolejowa w Krzeszowicach
Katastrofa kolejowa w Krzeszowicach – katastrofa kolejowa, która wydarzyła się 2 października 1934 roku w podkrakowskich Krzeszowicach.

## Katastrofa
2 października 1934 roku o godzinie 8:00 na stojący przy semaforze przed stacją Krzeszowice pociąg pospieszny nr 7 z Gdyni, najechał pociąg pospieszny nr 107 z Wiednia. W wyniku katastrofy śmierć poniosło 12 osób, a 48 zostało rannych, w tym 7 ciężko. Dwa wagony klasy 2 zostały doszczętnie zniszczone. Część osób z obu pociągów w ostatniej chwili zdążyła wyskoczyć z wagonów. Po godzinie 10 na miejsce zdarzenia dojechał pociąg ratunkowy.
Według zeznań J. Zieleżniaka, maszynisty pociągu z Wiednia, we mgle, w odległości około 250 metrów zobaczył stojący pociąg i natychmiast uruchomił hamulce i kontraparę, jednak zabrakło około 15 metrów, aby uniknąć zderzenia, koła miały się ślizgać po wilgotnych szynach. Drugim świadkiem zdarzenia był palacz Stanisław Bryś.
Według oskarżenia najechanie nastąpiło z tyłu, a ponieważ dwa końcowe wagony pociągu gdyńskiego były konstrukcji stalowej, przeto uległy nieznacznym uszkodzeniom. Podczas gdy trzeci od końca wagon, drewnianej konstrukcji, nie zdołał stawić dostatecznego oporu, tak że pchany przez pociąg wiedeński, przedostatni wagon stalowy, wsunął się w ów wagon drewniany na kształt szufladki. Ponieważ w tym wagonie w trzeciej klasie znajdowała się znaczna ilość pasażerów, skutki tego zdarzenia były katastrofalne.
Na miejsce katastrofy przybył m.in. miejscowy hrabia Artur Potocki (oddał służbom do dyspozycji swój pałac) i ówczesny dyrektor krakowskiej kolei inż. Józef Wołkanowski oraz kilku lekarzy z pobliskiego uzdrowiska i z Krakowa. Ranni zostali umieszczeni w szpitalach w Krakowie, Chrzanowie i w Pałacu Potockich w Krzeszowicach.

## Proces
14 stycznia 1935 roku rozpoczął się w Krakowie proces sądowy. Na ławie oskarżonych zasiedli: Bartłomiej Ziembiński z Krzeszowic – zwrotniczy; Antoni Drabik z Woli Filipowskiej – dróżnik blokowy kolejowy; Gabriel Nieć z Krzeszowic – dyżurny ruchu; Antoni Kaczmarek z Poznania – konduktor. 29 maja 1935 roku Drabik został skazany na półtora roku więzienia z zawieszeniem kary na 3 lata, ponieważ wyprawił pociąg wiedeński do Krzeszowic po tym samym torze, na którym stał jeszcze pociąg z Gdyni. Nieć, który swoim zaniedbaniem przy wydawaniu polecenia służbowego przyczynił się do błędnej decyzji, został skazany na rok więzienia z zawieszeniem kary na 2 lata. Pozostali oskarżeni zostali uniewinnieni.

## Lista ofiar

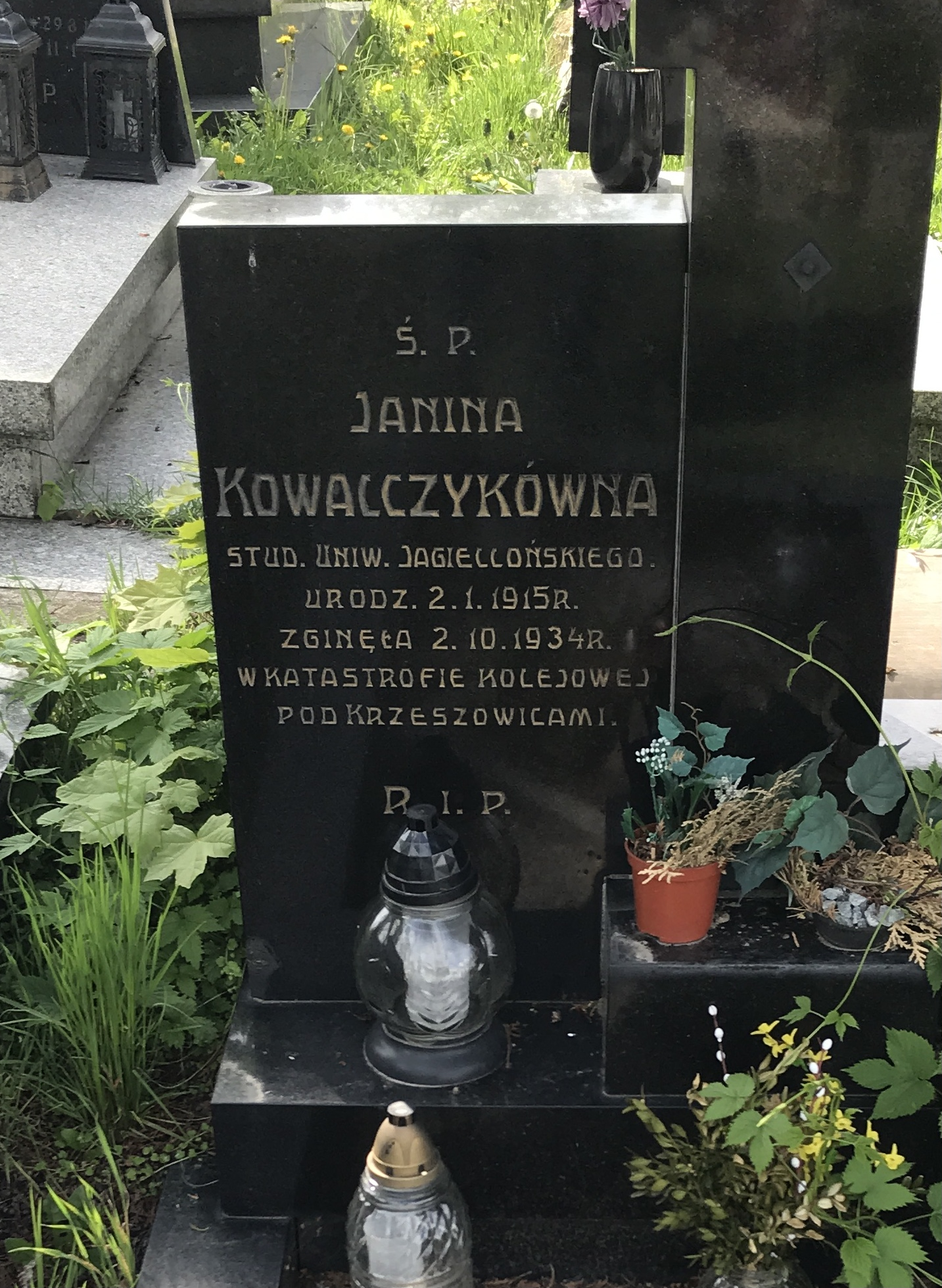
Grób Janiny Kowalczykówny na cmentarzu w Katowicach przy ul. Sienkiewicza

1. Jan Baran, Lwów, emerytowany konduktor
2. Dziubczyński, Lwów, adwokat
3. Jan Starak, Lwów, asesor kolejowy
4. Janina Kowalczykówna, Katowice, studentka UJ
5. Tadeusz Knyszewski, sierżant
6. NN, około 20-letnia dziewczyna
7. Wicenty Zajda, Maków Podhalański, prezes Stronnictwa Ludowego
8. Adam Pankow, Mysłowice, referent dyrekcji ceł
9. Emma Herbstowa, Gdańsk
10. Leopold Popper, Kraków
11. Agata Pilatówka, Manton, nauczycielka
12. Marja Bora, Lwów